# أجتيليك كارست
أجتيليك كارست هي منطقة كارستية في شمال المجر.